# Минный горн
Горн — устаревший военный термин, использовавшийся в Русском государстве в XVI-XVII веках: подземный подкоп, проделанный под стены осаждённой крепости, с тем чтобы вызвать их обрушение после сжигания его деревянных подпорок (позднее — после подрыва порохового заряда). Устройством осадных горнов занимались умельцы под названием горокопы.
В значении «очаг горения, взрыва» и «подземная выработка для закладки пороховой мины» термин использовался в русской военной науке в основном XVI веке. В дальнейшем был вытеснен из обихода другими терминами, такими как «минная галерея» и «сапа».